# Speed Garage
Speed Garage je britská mutace tanečního stylu Garage.
Speed Garage vznikl v druhé polovině 90. let 20. století jako odezva na dění v hudebním průmyslu. Je konjunkcí stylů Garage a Jungle. Charakteristické jsou: silná reggae basa (z Jungle), monotónní rytmus House Music prokládaný (zrychlenými) breakbeaty a zvukovými technikami a efekty z Jungle / Drum'n'Bass (pitchshifting, gappering, filtering). To vše může být doplněno soulovými nebo disco vokály.
Vlna Speed Garage výrazněji ovlivnila pouze dění na britských ostrovech a přibližně po roce 2000 byla vytlačena komerčnější odnoží 2Step. Po roce 2005 existuje již pouze jako minoritní retro/revival vlna Bassline House.

## Představitelé
- Armand van Helden
- MJ Cole
- Double 99
- Underground Distortion
- 187 Lockdown
- Ruff Driverz
- Dreem Teem
- Tuff Jam